# Busen-Region
Koordinaten: 54° 11′ S, 36° 43′ W
Die Busen-Region ist ein eisfreies Gebiet an der Nordküste Südgeorgiens im Südatlantik. Sie wird im Westen durch den Neumayer- und den Fortuna-Gletscher, im Norden durch die Fortuna Bay und die Stromness Bay, im Osten durch die Cumberland Bay und im Süden durch die Cumberland West Bay begrenzt. Sie beinhaltet unter anderen die Lewin-Halbinsel sowie die Walfangstationen Leith Harbour, Stromness und Husvik.
Das UK Antarctic Place-Names Committee benannte sie 2013 in Anlehnung an die Benennung des Busen Point. Dessen Namensgeber ist die Busen, eines der Schiffe, die bei den Vermessungsarbeiten im Rahmen der britischen Discovery Investigations in diesem Gebiet zwischen 1927 und 1929 eingesetzt wurden.